# Butō

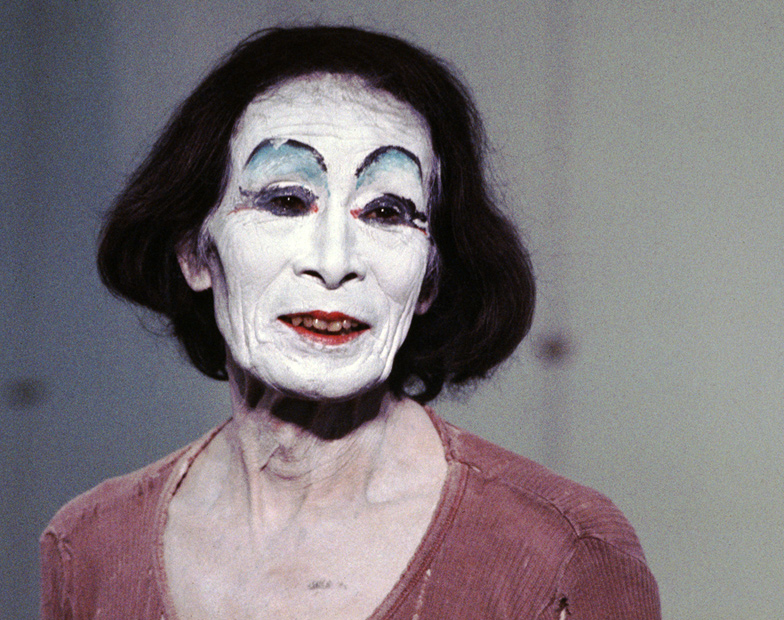
Kazuo Ōno, cofundador del butō, junto a Tatsumi Hijikata.

El ankoku butō (暗黒舞踏?), conocido en occidente simplemente como butō o butoh por su transliteración inglesa, es el nombre utilizado para referirse a un abanico de técnicas de danza creadas en 1950 por Kazuo Ōno y Tatsumi Hijikata. El butō es una manifestación artística que nace de la posguerra y constantemente busca reflexionar sobre la cultura nipona posterior al desastre nuclear. Visualmente es reconocido por el uso de movimientos erráticos y grotescos, en muchos casos repetitivos. Los temas del butō suelen ser tópicos sobre la identidad, la ansiedad, el caos, críticas a la sociedad de posguerra, la construcción del género y la orientación sexual. Dado que se ha expandido al resto del mundo, su estética y sus temáticas suelen ser más abiertas. Combina una serie de elementos tradicionales del teatro japonés, como el kabuki, el nō y la danza Buyo con elementos de la vanguardia, especialmente el baile alemán de Mary Wigman.

## Etimología
Ankoku butō es el nombre original que le dio Tatsumi Hijikata a mediados del siglo XX a la serie de procedimientos dancísticos y performáticos; posteriormente, en 1970 se refiere a la danza simplemente como butō.  De acuerdo con Pérez, la etimología de Ankoku es la parte sombría de la vida u oscuridad, similar al Yami para la cultura japonesa. Mientras que butō proviene de buyō, palabra neutra para danza, que a su vez, hace referencia a “brincar o saltar” Cuando Hijikata incorpora la locución tō, “implica pisar firmemente, arraigarse en la tierra”. Situación que cambia totalmente el significado de Buyo, dado que si su referencia original era “brincar o subir”, con la incorporación de la partícula tō, explicaría que el butō significa “descender a las raíces”. Por tanto, el ankoku butō es la danza del descendimiento en la oscuridad. La oscuridad, citando a Natzue Nakajima, es aquello sin forma, aquello que no se puede expresar en palabras. Por esto, se hace hincapié en que el butō es una serie de técnicas que permiten que el cuerpo diga lo que el lenguaje verbal no alcanza, ya sea cuestiones relacionadas al miedo o a la ansiedad.

## Metodología de la danza
No existe una manera fija para aprender butō. Incluso, dependiendo de la línea de enseñanzas, la forma en la que se asume esta danza cambia radicalmente. No obstante, la estética del butō suele utilizar gestos fuertes y movimientos repetitivos, con el fin de alcanzar puntos máximos de ansiedad o dolor. Aunado en ello, un punto primordial del butō es la improvisación. El butō no podría utilizar pasos previamente establecidos porque una de sus principales búsquedas es la de domesticación del cuerpo. Por ello se suele imitar ideas o conceptos, usualmente animales, espíritus o elementos de la naturaleza.

## Historia

### Sobre el nacimiento delbutō
En el libro de Nourit y Jean Viala llamado Shades of Darkness, Ōno es reconocido como “el espíritu del butō”, mientras que Hijikata es visto como “el arquitecto del butō”. Cada uno desarrolló un estilo personal. Usualmente se relaciona el estilo de Hijikata con una forma más visceral y emocional, haciendo memoria de traumas y agresiones en la danza. Por otro lado a Ōno se le ve como a un bailarín con expresiones más neutrales. Hijikata murió joven, cerca de los 58 años, mientras Ōno vivió prácticamente el doble, 103 años. Este último bailó hasta el fin de su vida. Para entender el nacimiento del butō, hay que entender de dónde vienen las influencias de Hijikata. En cuanto a la literatura, estaba fuertemente influenciado por las ideas de Bataille, de Sade, de Jean Genet y especialmente su amigo Yukio Mishima. En el terreno de la danza, Hijikata había recibido su formación en la danza  alemana de Mary Wigman, aunque también había sido expuesto al jazz y al flamenco. A pesar de que Hijikata había bailado desde los años cuarenta, se habla que el primer performance de butō es Kinjiki, Colores Prohibidos en español. Kinjiki es también el nombre de la obra de Yukio Mishima, en la cual se basó Hijikata para generar dicha performance.
En esta presentación, realizada por primera vez en 1959, expone ideas sobre la periferia y las relaciones entre varones Hijikata era una especie de hombre bohemio interesado en las drogas, en el alcohol, en la vida criminal y en la homosexualidad. Aunque él personalmente no se consideraba dentro de esta orientación sexual. A su vez, consideraba que la homosexualidad era una especie de crítica última a la sociedad japonesa después de la guerra, la cual llamaba meramente productiva y consumista. La imagen por la cual se recuerda esta performance es por la escena en donde toma una gallina y aprieta su cuello entre sus piernas hasta que mata al animal y se baña con su sangre. Se menciona que fue echado del festival donde presentó Kinjiki, pero antes de abandonar el recinto conoció a Eikoh Hosoe, con el cual entabló una profunda amistad que continuó hasta el fin de sus días.
A partir de este contacto, la historia del butō se puede contar a través del acercamiento con la fotografía de Hosoe. Por ejemplo, Ordeal by Roses de 1963 es una serie de instantáneas realizada por el fotógrafo en colaboración con Mishima, Hijikata y Ōno, en la cual exploran el gusto del literato por las temáticas barrocas y renacentistas. Más adelante, Hosoe volvería a colaborar con Hijikata en la serie Kamaitachi, de 1965 a 1968, cuyos temas principales son la identidad japonesa, las raíces, la sexualidad y, primordialmente, el miedo. Incluso, la colaboración entre Hosoe e Hijikata se expandió al uso de medios audiovisuales, considérese el cortometraje de 1960 llamado Navel and A-Bomb.  Dicho lo anterior, el butō, en sus inicios, mantuvo un profundo diálogo con el mundo de la literatura y la fotografía.

### El devenir delbutō

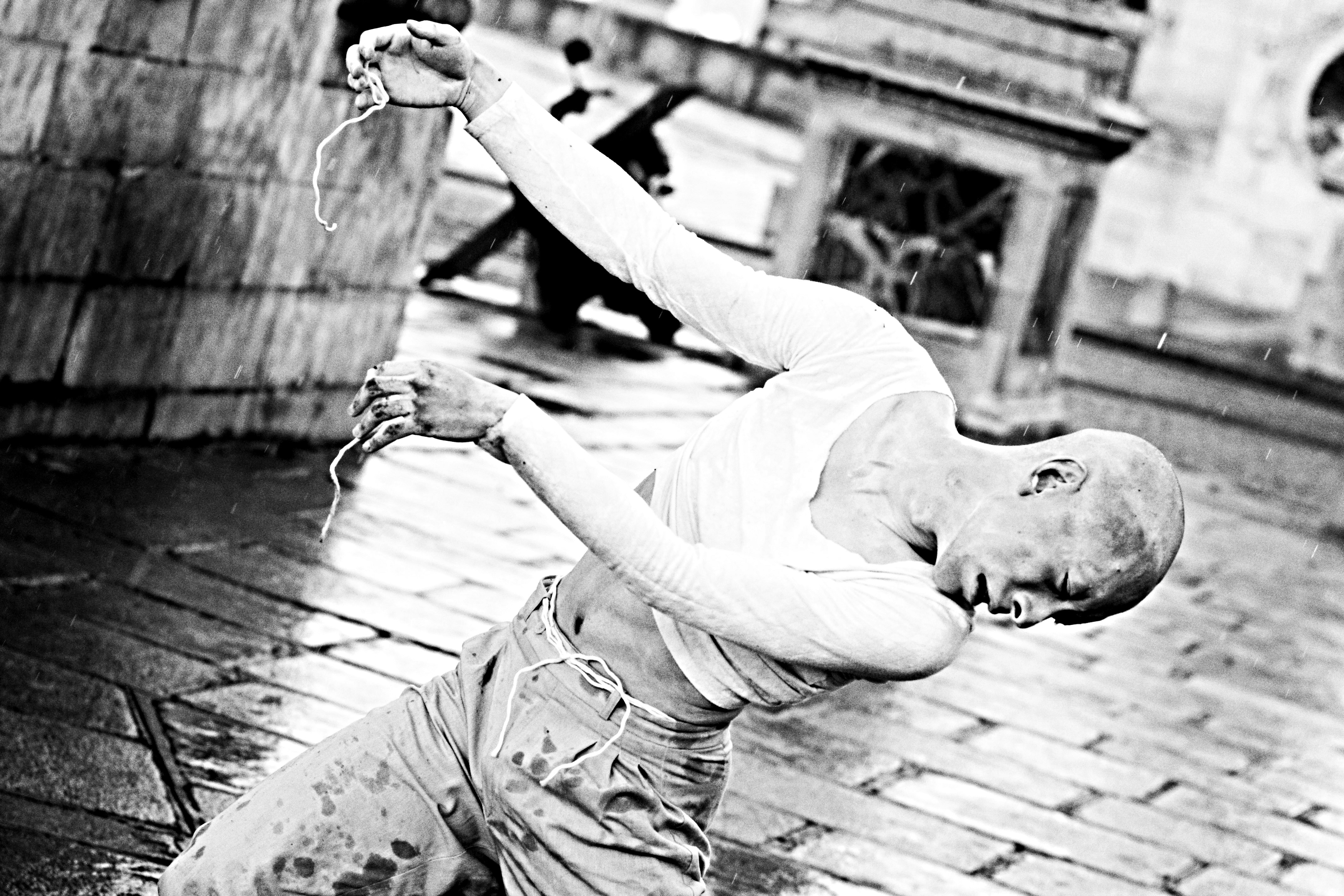
El bailarín de butō Gyohei Zaitsu.

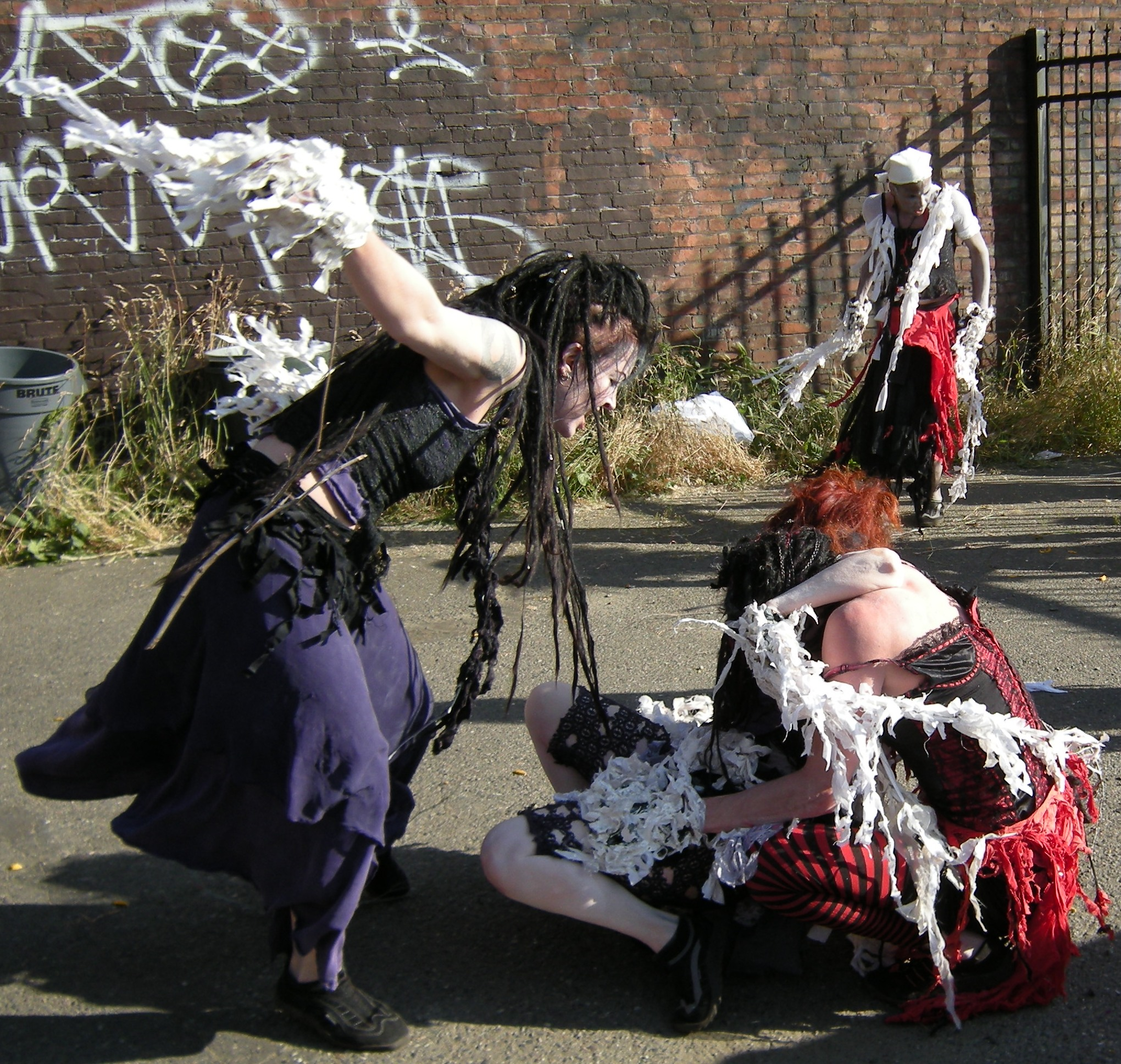
Performance callejera de butō, en Seattle, Estados Unidos. Se aprecia una estética más contemporánea, que se escapa del butō tradicional con los cuerpos desnudos.

En la década de los años 1980, el butō resurgió de la indiferencia experimentada en Japón cuando una serie de grupos artísticos comenzaron a representarlo fuera del país. Entre ellos podemos destacar a Sankai Juku y Minako Seki.

## Presencia delbutōen América Latina

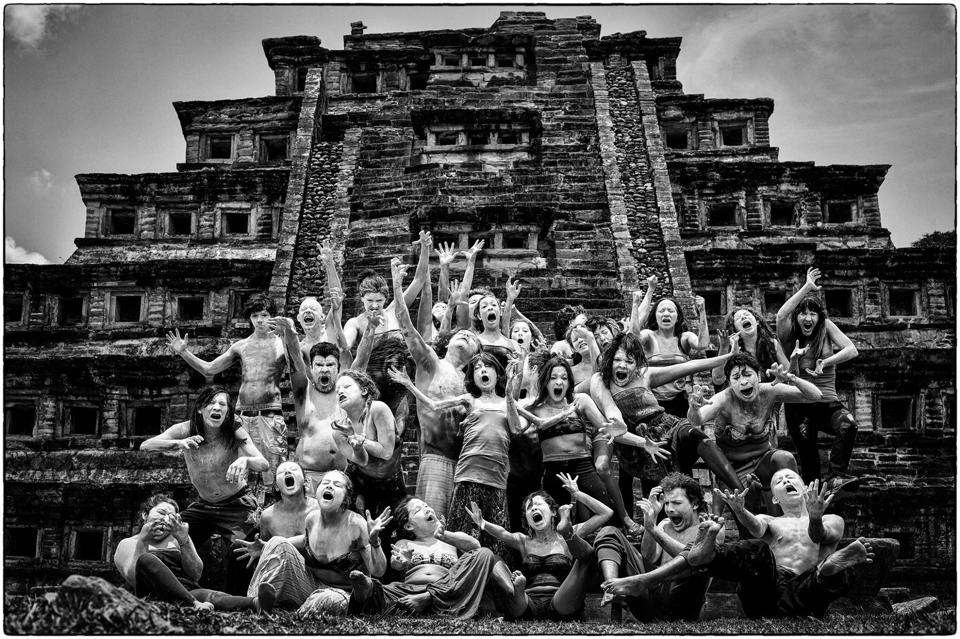
Retiro de danza butō en Tajín México, 2014.

El butō llegó a América Latina a fines de la década de 1980 y principios de 1990.[cita requerida] Las maestras y coreógrafas Makiko Tominaga y Minako Seki han sido las principales referentes para introducir este arte  en el continente americano.
El butō ha resonado particularmente en Chile y Argentina, producto de seminarios impartidos por las maestras anteriormente mencionadas, además de iniciativas de compañías independientes de la zona. El año 1990 fue presentado por primera vez un espectáculo de butō en Chile, por el alemán Peter Hoever.[cita requerida] Una de las principales responsables en difundir su práctica en Chile fue Carla Lobos.